# Тлальтетела (муниципалитет)
Тлальтетела (исп. Tlaltetela) — муниципалитет в Мексике, штат Веракрус, расположен в Горном регионе. Административный центр — город Тлальтетела.

## История
Муниципалитет был образован в 1919 году под названием «Аксокуапан» (Axocuapan). В 1970 году он был переименован в Тлальтетела.